# سامي كاي
سامي كاي (بالإنجليزية: Sammy Kaye)‏ هو كاتب أغاني وملحن أمريكي، ولد في 13 مارس 1910 في ليكوود في الولايات المتحدة، وتوفي في 2 يونيو 1987 في ريدجوود في الولايات المتحدة بسبب سرطان.

## وصلات خارجية
- الموقع الرسمي
- سامي كاي على موقع IMDb (الإنجليزية)
- سامي كاي على موقع ميوزك برينز (الإنجليزية)
- سامي كاي على موقع إن إن دي بي (الإنجليزية)
- سامي كاي على موقع أول ميوزيك (الإنجليزية)
- سامي كاي على موقع ديسكوغز (الإنجليزية)